# Lucas Pérez
Lucas Pérez Martínez, plus connu sous le nom de  Lucas Pérez, né le 10 septembre 1988 à La Corogne (Espagne), est un footballeur espagnol qui joue au poste d'attaquant.

## Biographie

### Jeunesse et début de carrière
Lucas Pérez commence à jouer au Victoria CF. Rubén Mato l'emmène jouer avec les juniors d'Arteixo. Ses bonnes performances suscitent l'intérêt des formateurs du Deportivo Alavés. Cependant, en 2007, Pérez décide de retourner dans sa région natale. Montañeros et Órdenes sont les deux clubs qui se disputent pour obtenir les services du joueur. Il rejoint ensuite pendant deux saisons l'équipe C de l'Atlético de Madrid avant de s'engager avec le Rayo Vallecano avec lequel il joue sept matchs en équipe première. En 2011, il est recruté par le club ukrainien de Karpaty Lviv, puis en 2013 par le Dynamo Kiev en prêt. En 2013, il rejoint le PAOK Salonique.

### Carrière en club

#### Deportivo La Corogne
Le 18 juillet 2014, il est prêté au Deportivo La Corogne pour la saison 2014-2015. Il débute avec le Deportivo le 19 octobre suivant lors de la 8e journée de championnat face au Valence CF en inscrivant un but.
Le 1er juillet 2015, à la fin de son prêt, il retourne au PAOK Salonique avec qui il dispute deux matchs de Ligue Europa pendant lesquels il marque deux buts.
Le 12 août 2015, il est transféré pour quatre ans au Deportivo La Corogne. Le 19 décembre suivant, Lucas Pérez inscrit un pénalty face au SD Eibar qui lui permet d'égaler le record de Bebeto avec le Deportivo (marquer au moins un but pendant sept journées de championnat consécutives). Le 8 janvier 2016, la Liga BBVA désigne Lucas Pérez meilleur joueur du mois de décembre.

#### Arsenal FC
Le 30 août 2016, l'attaquant espagnol rejoint le club londonien d'Arsenal. Le 6 décembre 2016, il inscrit son premier triplé contre le FC Bâle en Ligue des champions.
En août 2017, il retourne au Deportivo La Corogne sous forme de prêt d'une saison. Il inscrit neuf buts en trente-sept matchs sous le maillot du Deportivo avant de réintégrer l'effectif d'Arsenal à l'issue de la saison.

#### West Ham United
Le 9 août 2018, Lucas Pérez quitte Arsenal et s'engage pour trois ans avec West Ham United. Il ne reste qu'une saison au club londonien, durant laquelle il inscrit six buts en dix-neuf matchs toutes compétitions confondues.

#### Deportivo Alavés
Le 3 juin 2019, l'Espagnol s'engage pour trois saisons avec le Deportivo Alavés.

## Statistiques
| Saison                | Club                        | Championnat           | Championnat | Championnat | Championnat | Coupe nationale | Coupe nationale | Coupe nationale | Coupe de la Ligue | Coupe de la Ligue | Coupe de la Ligue | Compétition(s) continentale(s) | Compétition(s) continentale(s) | Compétition(s) continentale(s) | Compétition(s) continentale(s) | Total | Total | Total |
| Saison                | Club                        | Division              | M.          | B.          | P.d.        | M.              | B.              | P.d.            | M.                | B.                | P.d.              | Comp.                          | M.                             | B.                             | P.d.                           | M.    | B.    | P.d.  |
| 2009-2010             | Rayo Vallecano              | Liga Adelante         | 2           | 0           | 0           | -               | -               | -               | -                 | -                 | -                 | -                              | -                              | -                              | -                              | 2     | 0     | 0     |
| 2010-2011             | Rayo Vallecano              | Liga Adelante         | 5           | 1           | 0           | -               | -               | -               | -                 | -                 | -                 | -                              | -                              | -                              | -                              | 5     | 1     | 0     |
| Sous-total            | Sous-total                  | Sous-total            | 7           | 1           | 0           | -               | -               | -               | -                 | -                 | -                 | -                              | -                              | -                              | -                              | 7     | 1     | 0     |
| 2010-2011             | Karpaty Lviv                | Premyer Liha          | 8           | 0           | 0           | -               | -               | -               | -                 | -                 | -                 | -                              | -                              | -                              | -                              | 8     | 0     | 0     |
| 2011-2012             | Karpaty Lviv                | Premyer Liha          | 26          | 6           | 5           | 4               | 0               | 0               | -                 | -                 | -                 | C3                             | 4                              | 1                              | 0                              | 34    | 7     | 5     |
| 2012-2013             | Karpaty Lviv                | Premyer Liha          | 17          | 8           | 3           | 1               | 0               | 0               | -                 | -                 | -                 | -                              | -                              | -                              | 0                              | 18    | 8     | 3     |
| Sous-total            | Sous-total                  | Sous-total            | 51          | 14          | 8           | 5               | 0               | 0               | -                 | -                 | -                 | -                              | 4                              | 1                              | 0                              | 60    | 15    | 8     |
| 2012-2013             | Dynamo Kiev (prêt)          | Premyer Liha          | -           | -           | -           | -               | -               | -               | -                 | -                 | -                 | -                              | -                              | -                              | -                              | 0     | 0     | 0     |
| Sous-total            | Sous-total                  | Sous-total            | -           | -           | -           | -               | -               | -               | -                 | -                 | -                 | -                              | -                              | -                              | -                              | 0     | 0     | 0     |
| 2013-2014             | PAOK Salonique              | Super League          | 32          | 9           | 8           | 6               | 0               | 1               | -                 | -                 | -                 | C1+C3                          | 4+8                            | 0+1                            | 0+2                            | 50    | 10    | 11    |
| 2014-2015             | PAOK Salonique              | Super League          | -           | -           | -           | -               | -               | -               | -                 | -                 | -                 | C3                             | 2                              | 2                              | 1                              | 2     | 2     | 1     |
| Sous-total            | Sous-total                  | Sous-total            | 32          | 9           | 8           | 6               | 0               | 1               | -                 | -                 | -                 | -                              | 14                             | 3                              | 3                              | 52    | 12    | 12    |
| 2014-2015             | Deportivo La Corogne (prêt) | Liga                  | 21          | 6           | 3           | -               | -               | -               | -                 | -                 | -                 | -                              | -                              | -                              | -                              | 21    | 6     | 3     |
| 2015-2016             | Deportivo La Corogne        | Liga                  | 36          | 17          | 8           | 1               | 0               | 0               | -                 | -                 | -                 | -                              | -                              | -                              | -                              | 37    | 17    | 8     |
| 2016-2017             | Deportivo La Corogne        | Liga                  | 1           | 1           | 1           | -               | -               | -               | -                 | -                 | -                 | -                              | -                              | -                              | -                              | 1     | 1     | 1     |
| Sous-total            | Sous-total                  | Sous-total            | 58          | 24          | 12          | 1               | 0               | 0               | -                 | -                 | -                 | -                              | -                              | -                              | -                              | 59    | 24    | 12    |
| 2016-2017             | Arsenal FC                  | Premier League        | 11          | 1           | 0           | 4               | 1               | 2               | 3                 | 2                 | 1                 | C1                             | 3                              | 3                              | 2                              | 21    | 7     | 5     |
| Sous-total            | Sous-total                  | Sous-total            | 11          | 1           | 0           | 4               | 1               | 2               | 3                 | 2                 | 1                 | -                              | 3                              | 3                              | 2                              | 21    | 7     | 5     |
| 2017-2018             | Deportivo La Corogne (prêt) | Liga                  | 35          | 8           | 6           | 2               | 1               | 2               | -                 | -                 | -                 | -                              | -                              | -                              | -                              | 37    | 9     | 8     |
| Sous-total            | Sous-total                  | Sous-total            | 35          | 8           | 6           | 2               | 1               | 2               | -                 | -                 | -                 | -                              | -                              | -                              | -                              | 37    | 9     | 8     |
| 2018-2019             | West Ham United FC          | Premier League        | 15          | 3           | 0           | 1               | 1               | 0               | 3                 | 2                 | 0                 | -                              | -                              | -                              | -                              | 19    | 6     | 0     |
| Sous-total            | Sous-total                  | Sous-total            | 15          | 3           | 0           | 1               | 1               | 0               | 3                 | 2                 | 0                 | -                              | -                              | -                              | -                              | 19    | 6     | 0     |
| 2019-2020             | Deportivo Alavés            | Liga                  | 34          | 11          | 5           | -               | -               | -               | -                 | -                 | -                 | -                              | -                              | -                              | -                              | 34    | 11    | 5     |
| Sous-total            | Sous-total                  | Sous-total            | 34          | 11          | 5           | -               | -               | -               | -                 | -                 | -                 | -                              | -                              | -                              | -                              | 34    | 11    | 5     |
| Total sur la carrière | Total sur la carrière       | Total sur la carrière | 243         | 71          | 39          | 19              | 3               | 5               | 6                 | 4                 | 1                 | -                              | 21                             | 7                              | 5                              | 289   | 85    | 50    |

## Palmarès

### En club
- Rayo Vallecano
  - Vice-champion d'Espagne de D2 en 2011.

- PAOK Salonique
  - Vice-champion de Grèce en 2014
  - Finaliste de la Coupe de Grèce en 2014.